# Parafia św. Władysława w Chicago
Parafia św. Władysława w Chicago (ang. St. Ladislaus's Parish) – parafia rzymskokatolicka położona w Chicago w stanie Illinois, Stany Zjednoczone.
Jest ona wieloetniczną parafią w północno-zachodniej dzielnicy Chicago, Portage Park, z mszą św. w j. polskim dla polskich imigrantów.
Parafia została poświęcona św. Władysławowi.

## Szkoły
- St. Ladislaus Catholic School